# Djoulfa (raion)
Pour les articles homonymes, voir Djoulfa (homonymie).
Djoulfa (en azéri Culfa) est un raion de la république autonome du Nakhitchevan, en Azerbaïdjan.